# Bili Kolodiaz
Bili Kolodiaz o Beli Kolodez (en ucraïnès Білий Колодязь i en rus Белый Колодезь) és una vila de la província de Khàrkiv, Ucraïna. El 2021 tenia 3.698 habitants.